# Every Breath You Take
Every Breath You Take — пісня гурту The Police, випущена 1983 року. Вийшла в альбомі Synchronicity, а також як сингл.
Пісня піднімалась до першої сходинки чарту Billboard Hot 100 і потрапила до списку 500 найкращих пісень усіх часів за версією журналу Rolling Stone.
Кавер-версія пісні використовується в кінофільмі «Котяче око» 1985 року.

## Список композицій
7": A&M / AM 117
1. «Every Breath You Take» — 4:13
2. «Murder by Numbers» — 4:31

2x7": A&M / AM 117
1. «Every Breath You Take» — 4:13
2. «Murder by Numbers» — 4:31

1. «Man in a Suitcase» (наживо) — 2:18
2. «Truth Hits Everybody '83» — 3:34

## Українська версія
Українська співачка Росава разом із гуртом «Контрабанда» випустили кавер-версію пісні під назвою «Кожен подих мій».